# 지방도 제414호선
지방도 제414호선은 강원특별자치도 정선군 고한읍 고한리 상갈래 교차로와 태백시 혈동 화방재를 잇는 강원특별자치도의 지방도이다. 삼탄아트마인과 대한민국에서 차량을 이용해 갈 수 있는 가장 높은 고개인 만항재를 통과한다.

## 역사
- 2003년 2월 15일 : 노선 폐지 및 재지정[1]

## 주요 경유지
- 정선군
  - 고한읍 상갈래 교차로 - 삼탄아트마인 - 정암사 - 정암1교 - 정암2교 - 고한읍민체육공원 - 정암3교 - 만항교 - 만항재(해발 1330m)

- 영월군
  - 상동읍 만항재(해발 1330m)

- 태백시
  - 정선골 - 화방재

## 도로명
전 구간 함백산로로 불린다.